# Gottlob Frick
Gottlob Frick (* 28. Juli 1906 in Ölbronn; † 18. August 1994 in Mühlacker) war ein deutscher Opernsänger in der Stimmlage Bass.

## Leben
Gottlob Frick wuchs als jüngstes von 13 Kindern in einem Försterhaus auf. Seine außergewöhnliche Bassstimme fiel früh auf, und er sang seit 1927 im Ensemble der Stuttgarter Staatsoper. Zum 1. September 1932 trat er der NSDAP bei (Mitgliedsnummer 1.286.071). Seinen ersten Auftritt als Solist hatte Frick 1934 in der Partie des Daland (Der fliegende Holländer) am Landestheater Coburg.
Nach Engagements in Freiburg und in Königsberg wurde er 1939 von Karl Böhm entdeckt und an der Staatsoper Dresden engagiert, wo er als König Heinrich in Lohengrin sofort einen überragenden Erfolg erzielte. In Dresden blieb Frick bis 1950 und sang dort alle wichtigen Basspartien: Osmin (Entführung), Sarastro (Zauberflöte), Rocco (Fidelio) – seine Lieblingsrolle –, Philipp II. (Don Carlos), Eremit (Freischütz) und die Basspartien in den Opern Richard Wagners.
Von 1950 bis 1953 sang Frick an der Städtischen Oper Berlin, von 1957 bis 1967 als Gast an der Covent Garden Oper in London (1961/1962) und der Metropolitan Oper New York. Von 1960 bis 1964 trat er bei den Bayreuther Festspielen als Pogner in den Meistersingern, Hunding in der Walküre, Hagen in der Götterdämmerung und als Fasolt im Rheingold auf. Frick gehörte ab 1953 als ständiger Gast dem Ensemble der Wiener und der Bayerischen Staatsoper an. Allein in Wien sang er rund 500 Vorstellungen. Frick hatte auch bedeutende Erfolge als Oratoriensänger und galt in seiner Zeit als der typischste deutsche Bass.
Mit dem 24 Jahre jüngeren Tenor Fritz Wunderlich verband ihn eine enge Freundschaft. Er konnte Wunderlich auch für sein Hobby, die Jagd, gewinnen.
Niemals wollte Frick allerdings den Baron Ochs auf Lerchenau in Richard Strauss’ Rosenkavalier singen, da er das Wienerische nicht in sich spürte.
Bis in die 1970er-Jahre hinein war Frick an großen Opernhäusern zu hören. So verkörperte der „Mann mit der schwarzen Bassstimme“ 1977 an der Staatsoper Stuttgart als Siebzigjähriger Pimen (Boris Godunow). Es waren die letzten Auftritte seiner Bühnenkarriere. Hiernach folgten noch Fernsehsendungen wie Musik ist Trumpf oder Erkennen Sie die Melodie?, in denen er als van Bett (Zar und Zimmermann) oder als Baculus (Der Wildschütz) auftrat. Seinen letzten öffentlichen Auftritt hatte Gottlob Frick am 26. Januar 1985 im Rahmen eines Konzertes im Schießhaus in Heilbronn, in dem er die Hallenarie aus der Zauberflöte sowie einige Lieder von Robert Stolz (Wohin ist das alles, wohin? und Auf der Heide blüh’n die letzten Rosen) sang. Frick liebte auch die Darbietung von Volksliedern und U-Musik. Beispielhaft hierfür steht die Aufnahme der Waldandacht von Franz Abt mit Frick.

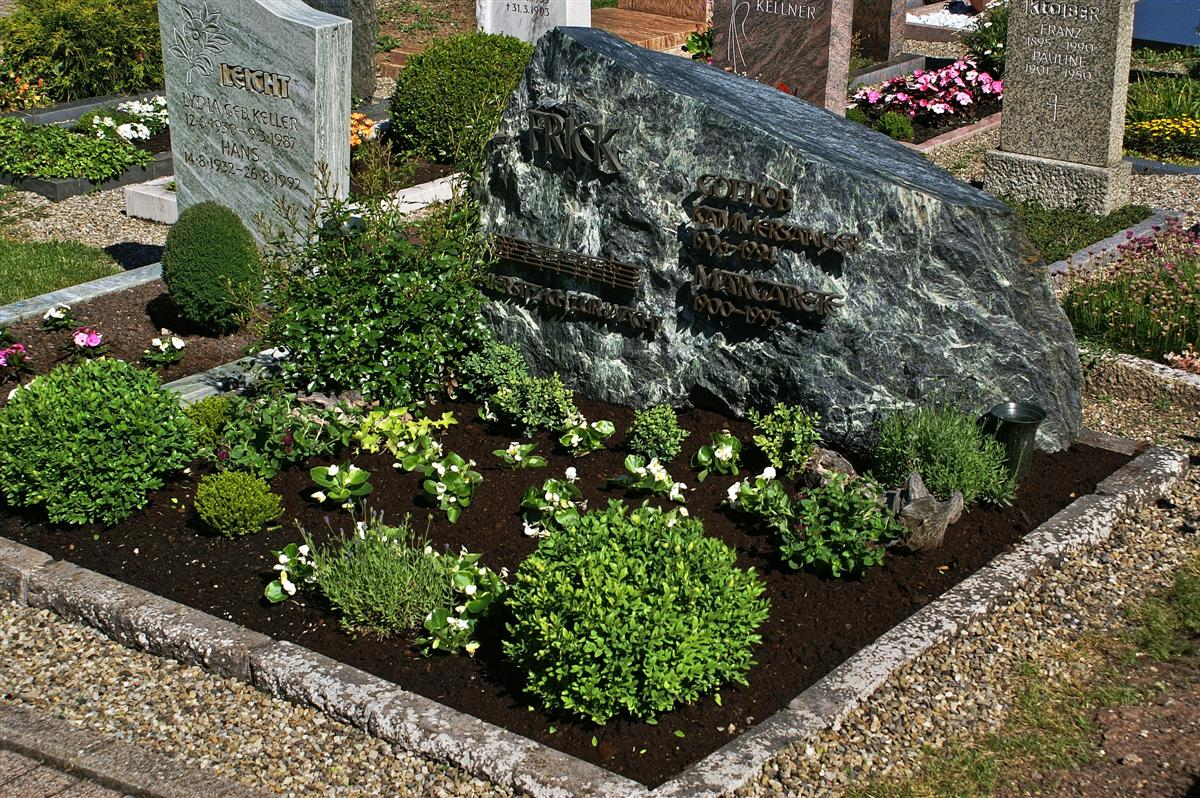
Grab von Gottlob Frick

Gottlob Frick starb mit 88 Jahren und wurde auf dem Friedhof seiner Heimatgemeinde Ölbronn-Dürrn im Enzkreis beigesetzt.

## Würdigungen
Der große Saal des Mühlacker Kulturzentrums Mühlehof wurde im Jahr 2007 zu seinen Ehren in Gottlob-Frick-Saal umbenannt. In Heilbronn wurde ihm ein Platz gewidmet und Gottlob-Frick-Platz benannt. Die 1995 gegründete Gottlob-Frick Gesellschaft unterhält im Rathaus in Ölbronn-Dürrn eine Gedächtnisstätte. Der Enzkreis ließ im Jahre 2008 in einem Wettbewerb an der Hochschule für Gestaltung in Pforzheim eine Gottlob-Frick-Medaille entwerfen, gestalten und prägen. Diese Auszeichnung wird für bedeutende Lebensleistungen auf kulturellem – speziell musikalischem – Gebiet verliehen. Im Oktober 2021 wurde in Mühlacker eine Büste von Gottlob Frick an einem repräsentativen Platz in der Fußgängerzone aufgestellt.

## Theater
- 1956: Richard Wagner: Tristan und Isolde – Regie: Erich Witte (Deutsche Staatsoper Berlin)

## Ehrungen
- 1941 Sächsischer Kammersänger
- 1950 Ehrenbürger seines Geburtsortes Ölbronn
- 1953 Österreichischer Kammersänger
- 1954 Bayerischer Kammersänger
- 1963 Richard-Wagner-Medaille Bayreuth
- 1966 Bayerischer Verdienstorden
- 1969 Verdienstkreuz 1. Klasse der Bundesrepublik Deutschland
- 1970 Ehrenkreuz Erster Klasse für Wissenschaft und Kunst Österreich
- 1974 Großes Verdienstkreuz des Verdienstordens der Bundesrepublik Deutschland
- 1979 Ehrenmitglied des Heilbronner Sinfonie Orchesters
- 1981 Württembergische Verdienstmedaille

## Diskografie (Auswahl)
- Wolfgang Amadeus Mozart Die Zauberflöte, Dirigent: Georg Solti, Orchester des Hessischen Rundfunks, 1955
- Wolfgang Amadeus Mozart Die Zauberflöte, Dirigent: Otto Klemperer, Philharmonia Orchestra, 1964
- Wolfgang Amadeus Mozart Die Zauberflöte, Dirigent: Joseph Keilberth, Wiener Philharmoniker, 1960
- Modest Mussorkski Boris Gudonov, Dirigent: Lovro von Matacic, Orchester der Deutschen Oper Berlin, 1965
- Giacomo Puccini La Boheme (Querschnitt in deutsche Sprache), Dirigent: Berislav Klobucar, Wiener Symphoniker, 1961
- Giuseppe Verdi Requiem, Dirigent: Hans Müller-Kray, Südfunk-Sinfonieorchester, 1960
- Giuseppe Verdi La Forza del Destino, Dirigent: Hans Schmidt-Isserstedt, Sinfonieorchester des Nordwestdeutschen Rundfunks, 1952
- Giuseppe Verdi La Forza del Destino (Querschnitt in deutscher Sprache), Dirigent: Giuseppe Patane, Staatskapelle Dresden, 1966
- Giuseppe Verdi Don Carlos (Querschnitt in deutscher Sprache), Dirigent: Hans Fricke, Staatskapelle Berlin, 1965
- Giuseppe Verdi Aida (in deutscher Sprache), Dirigent: Clemens Krauss, Orchester des Bayerischen Rundfunks, 1953/2005
- Giuseppe Verdi Aida (in deutscher Sprache), Dirigent: Rafael Kubelik, Wiener Philharmoniker, 1955
- Richard Wagner Der Fliegende Holländer, Dirigent: Franz Konwitschny, Staatskapelle Berlin, 1962
- Richard Wagner: Tannhäuser, Dirigent: Franz Konwitschny, Staatskapelle Berlin, 1960
- Richard Wagner Lohengrin, Dirigent: Rudolf Kempe, Wiener Philharmoniker, 1964
- Richard Wagner Die Meistersinger von Nürnberg, Dirigent: Hans Knappertsbusch, Orchester der Bayerischen Staatsoper, 1955
- Richard Wagner Die Meistersinger von Nürnberg, Dirigent: Fritz Reiner, Orchester der Wiener Staatsoper, 1955
- Richard Wagner Das Rheingold, Dirigent: Wilhelm Furtwängler, Orchestra Sinfonica della Radio Italiana, 1953
- Richard Wagner Die Walküre, Dirigent: Wilhelm Furtwängler, Orchestra Sinfonica della Radio Italiana, 1953
- Richard Wagner Die Walküre, Dirigent: Rudolf Kempe, Orchester der Bayreuther Festspiele, 1960
- Richard Wagner Die Walküre, Dirigent: Georg Solti, Wiener Philharmoniker, 1965
- Richard Wagner Götterdämmerung, Dirigent: Rudolf Kempe, Orchester der Bayreuther Festspiele, 1960
- Richard Wagner Götterdämmerung, Dirigent: Georg Solti, Wiener Philharmoniker, 1964
- Richard Wagner: Parsifal, Dirigent: Georg Solti, Wiener Philharmoniker, 1973
- Carl Maria von Weber Der Freischütz, Dirigent: Joseph Keilberth, Chor und Orchester des Bayerischen Rundfunks, 1958

## Belege
1. ↑  Bundesarchiv R 9361-IX KARTEI/9620961
2. ↑  knerger.de: Das Grab von Gottlob Frick

| Personendaten    | Personendaten                |
| ---------------- | ---------------------------- |
| NAME             | Frick, Gottlob               |
| KURZBESCHREIBUNG | deutscher Opernsänger (Bass) |
| GEBURTSDATUM     | 28. Juli 1906                |
| GEBURTSORT       | Ölbronn                      |
| STERBEDATUM      | 18. August 1994              |
| STERBEORT        | Mühlacker                    |